# Liv Due

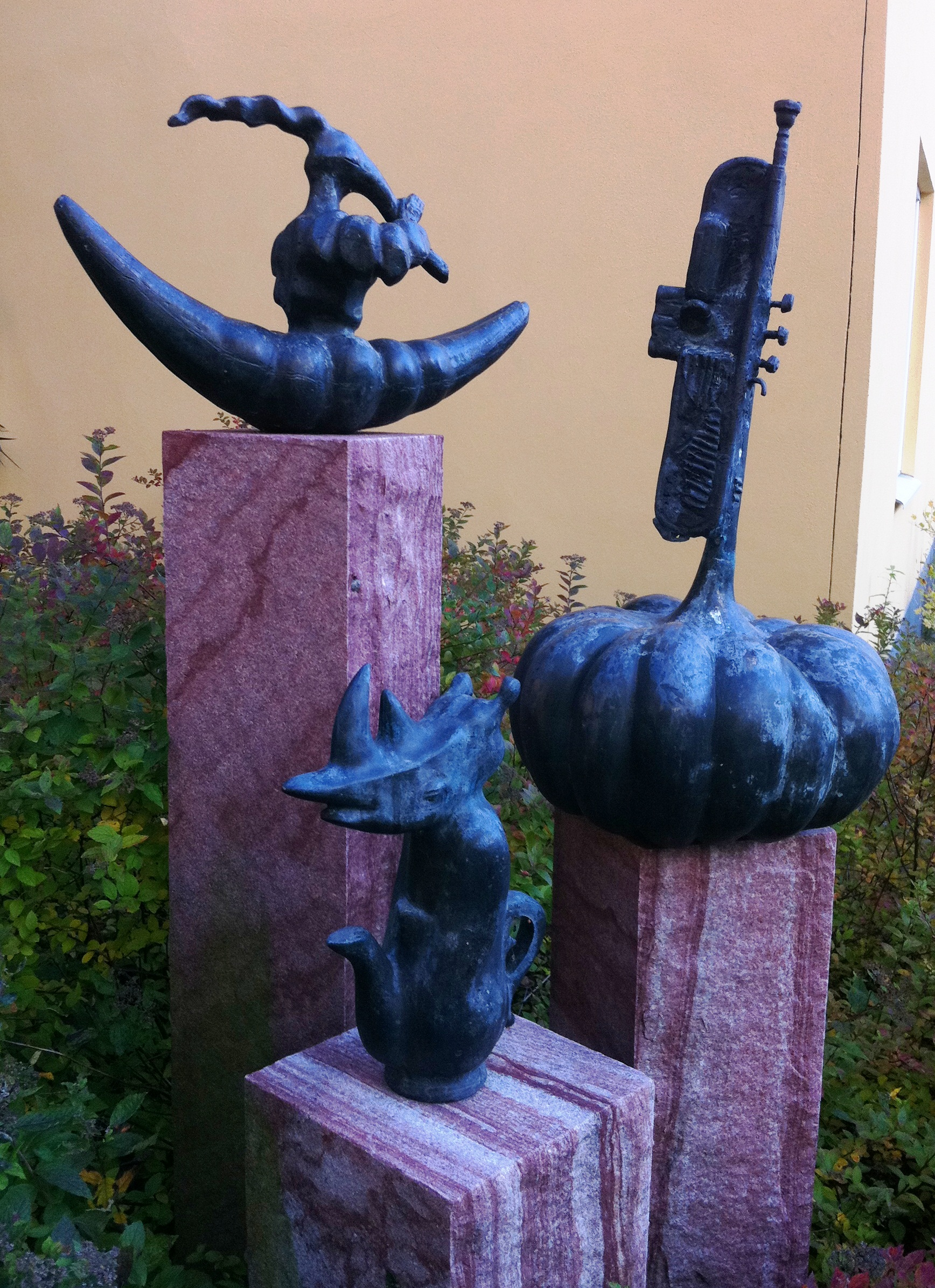
Basunerskans dröm i Skogås i Huddinge

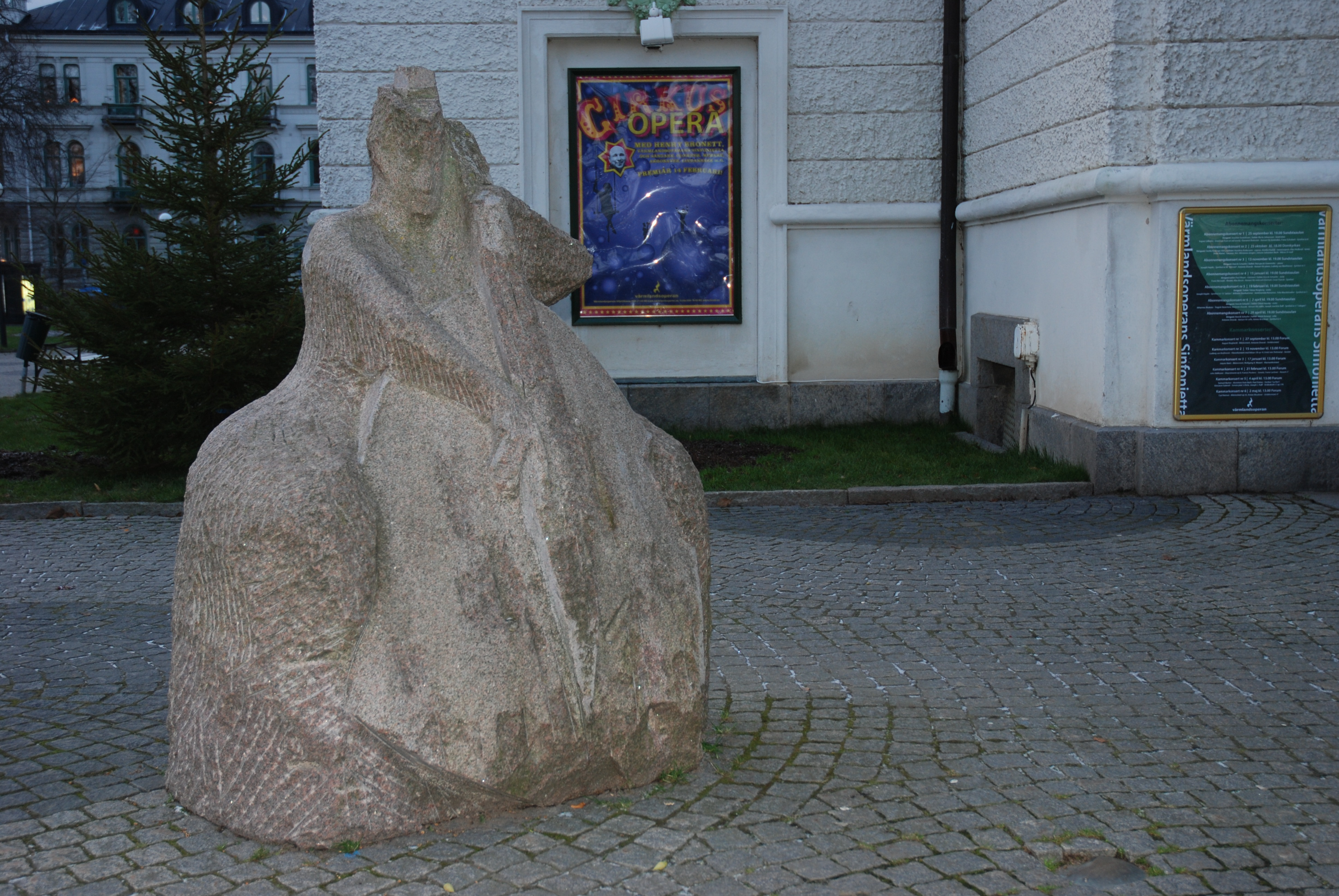
Cellisten i Karlstad

Liv Kirsten Due, född 23 september 1955 i Norge, är en norsk-svensk skulptör.
Liv Due utbildade sig i keramik på Bergen Kunsthåndverksskole 1975-1978, Statens Kunstakademi i Oslo 1978-1980 och Kungliga Konsthögskolan i Stockholm 1980-1986. Hon hade sin första separatutställning på Galleri XIII år 1988. Hon har varit lärare i form och färg på Nyckelviksskolan 1991 och  Konstfack i Stockholm 1991-1994.

## Offentliga verk i urval
- Å komme gjennom, 1994, Stenungsunds torg
- Åtta stolar, granit, 1995, parken vid Lidingö stadshus
- Till dig, 1995, vid Pedagogiska institutionen vid Göteborgs universitet
- Lutere, 1996, Rågsveds skola
- Tre kungar, Kankaanpää i Finland
- Cellisten, granit, 2001, framför Karlstads musikteater
- Basunernas bön, 2007, Storvretsvägen 56 A-D i Skogås i Huddinge kommun
- Vassbåtarnas dröm, 2007, Storvretsvägen 56 A-D i Skogås i Huddinge kommun
- Ryggfast par, mellan biblioteket och musikskolan i Arvika
- Badkarsprat, Tribunen och  Mormor, i Arvika bibliotek

## Fotogalleri

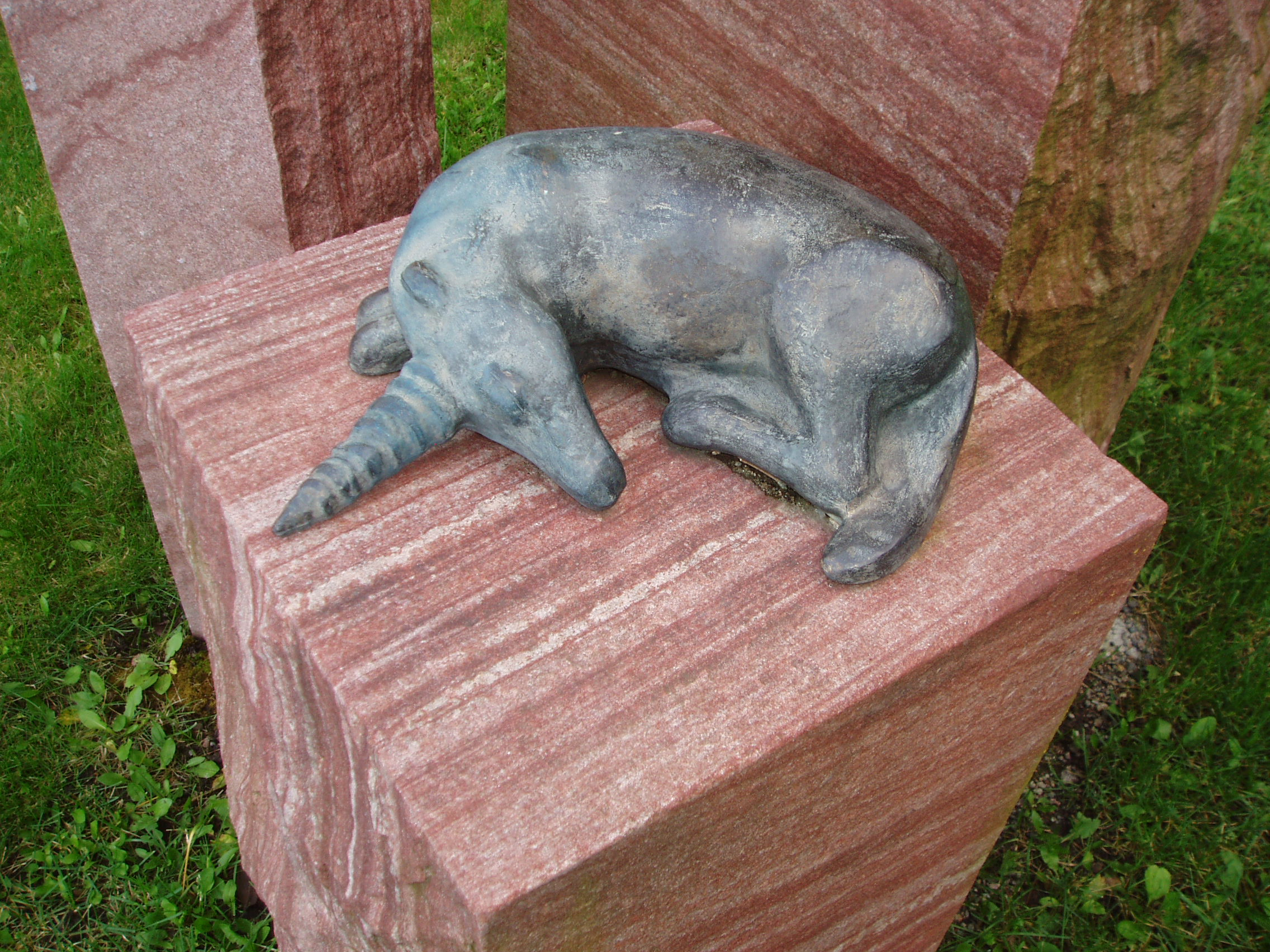
Vassbåtskungens dröm i Skogås i Huddinge